# Мон-д’Ориньи
Мон-д’Ориньи́ (фр. Mont-d’Origny) — коммуна во Франции, находится в регионе Пикардия. Департамент коммуны — Эна. Входит в состав кантона Рибмон. Округ коммуны — Сен-Кантен.
Код INSEE коммуны — 02503.

## Население
Население коммуны на 2010 год составляло 860 человек.
| 1962 | 1968 | 1975 | 1982 | 1990 | 1999 | 2010 |
| ---- | ---- | ---- | ---- | ---- | ---- | ---- |
| 898  | 881  | 789  | 780  | 957  | 919  | 860  |

## Экономика
В 2010 году среди 578 человек трудоспособного возраста (15—64 лет) 360 были экономически активными, 218 — неактивными (показатель активности — 62,3 %, в 1999 году было 62,3 %). Из 360 активных жителей работали 298 человек (179 мужчин и 119 женщин), безработных было 62 (22 мужчины и 40 женщин). Среди 218 неактивных 46 человек были учениками или студентами, 55 — пенсионерами, 117 были неактивными по другим причинам.